# René Quinton
René Quinton (15 de diciembre de 1867-9 de julio de 1925) fue un biólogo y aviador francés. En la biología, se le conoce por haber planteado teorías respecto del agua de mar, las que actualmente han sido tergiversadas y usadas como falso respaldo científico para avalar el consumo de agua de mar como una pseudoterapia "milagrosa". 

## Biografía
Nació el 15 de diciembre de 1867 en Chaumes. A fines del siglo XIX Quinton trabajó con Étienne Jules Marey.

## Teorías
Planteó dos teorías: que el «agua de mar» es el «entorno natural» en el que se desarrollan las células animales. De acuerdo a sus investigaciones, los animales pluricelulares eran «acuarios vivientes».

## Política
Las teorías de Quinton, que fue miembro del proto-fascista y monárquico movimiento político Action française, ejercieron una notable influencia sobre el también miembro de Action Française Georges Valois, —el que sería en 1925 fundador de Le Faisceau, el primer partido fascista francés— aunque en el periodo de entreguerras el propio Valois fue muy crítico con parte de su obra. En 1908 Quinton fundó la Ligue nationale aérienne.
Falleció en París el 9 de julio de 1925.